# Newtok
Newtok – jednostka osadnicza w Stanach Zjednoczonych, w stanie Alaska, w okręgu Bethel.